# Braubachstraße

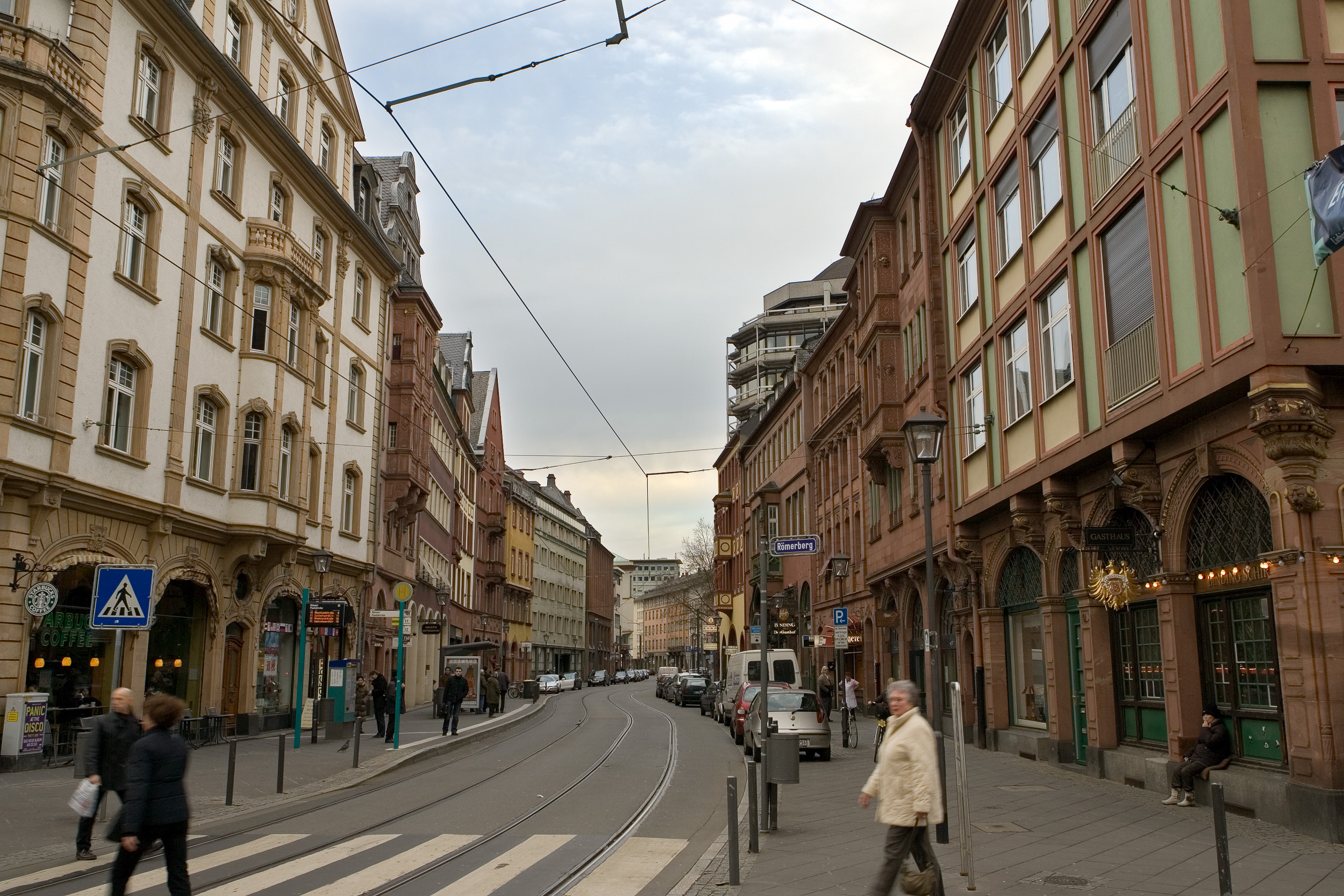
La Braubachstrasse.

La Braubachstraße est une rue de la ville de Francfort-sur-le-Main, en Allemagne. 

## Situation et accès
Elle traverse la vieille ville d'est en ouest et passe à proximité de la Paulsplatz (de), du Römerberg et de la Berliner Straße.

## Origine du nom
Le Braubach était un affluent du Main qui s'est ensablé dès le premier millénaire chrétien, qui suivait à peu près le cours de la rue actuelle du même nom dans la vieille ville.

## Historique
Comme l'ont prouvé les découvertes archéologiques au cours du XXe siècle, le plus ancien mur de la ville (de), probablement construit vers l'an 1000, utilisait le Braubach comme un fossé naturel. Avec la taille croissante de Francfort, le Braubach est rapidement devenu un canal dans la ville connu sous le nom d'Antauche et ne s'est écoulé sous terre qu'à partir du milieu du XIVe siècle au plus tard.